# Valeriana kurtziana
Valeriana kurtziana är en kaprifolväxtart som beskrevs av Borsini. Valeriana kurtziana ingår i släktet vänderötter, och familjen kaprifolväxter. Inga underarter finns listade i Catalogue of Life.